# Masutatsu Ōyama
Masutatsu Ōyama (大 山 倍 达, 27 de juliol de 1923 - 26 d'abril del 1994) conegut popularment com a Mas Oyama, va ser un mestre de karate d'origen coreà, i fundador de l'estil Kyokushin kai. Va néixer a Choi Yeong-EUI (Coreà: 최영 의 Hanja: 崔永宜). Zainichi coreà, va viure la major part de la seva vida al Japó i va adquirir la nacionalitat el 1964. Els seus dos fills viuen en l'actualitat a Corea del Sud. Va ser així mateix alumne de la universitat de Waseda (equip de Judo), i membre de l'equip de karate-do (estil Shotokan) a la universitat de Takushoku al Japó. Posteriorment després de practicar l'estil goju ryu i altres arts marcials, va donar origen al karate estil Kyokushin kai.